# Cidade dos Anjos Caídos
Cidade dos Anjos Caídos é o quarto livro da série Os Instrumentos Mortais, uma série para jovens e adultos de aventura urbana escrito por Cassandra Clare. A série foi originalmente produzida para terminar em Cidade de Vidro, mas em março de 2010 foi anunciado que um quarto livro seria acrescentado. O livro foi lançado originalmente nos Estados Unidos em 5 de abril de 2011 . 
O quarto livro acompanhará igualmente as histórias de Clary Morgenstern, Jace Wayland e Simon Lewis,  apesar dos rumores de que o romance só apresentará Simon como o personagem principal. Quando perguntaram sobre a mudança do ponto de vista desse novo romance, Clare respondeu: "Simon sempre foi um dos meus personagens favoritos e eu estou animada para ter a chance de contar a sua história enquanto revisito alguns dos outros personagens que eu amo de Os Instrumentos Mortais. O entusiasmo para contar a história de Simon de que tenho recebido da equipe McElderry Books e Simon & Schuster tem sido grande e eu estou animada para trabalhar com eles a fim de trazer um quarto livro da série."
Clare descreve o próximo livro dizendo: "Cidade dos Anjos Caídos tem lugar após os acontecimentos de Cidade de Vidro. O livro divide seu foco entre Jace e Clary e o melhor amigo de Clary, Simon, e como ele se ajusta à vida como um vampiro, mas é ainda uma história conjunta e todos os personagens da série Os Instrumentos Mortais aparecem nele: Isabelle, Alec, Magnus, Luke, Jocelyn, Maia e muito mais.
Em Cidade dos Anjos Caídos, alguém está matando os Caçadores de Sombras que costumavam participar do Ciclo de Valentim e deixando seus corpos ao redor de Nova York, em uma forma destinada a provocar a hostilidade entre Caçadores de Sombras e integrantes do Submundo. Uma mortífera guerra entre vampiros está rasgando a comunidade dos integrantes do Submundo à parte, e somente Simon - o Diurno que todos querem ao seu lado - pode decidir o resultado, mas o problema é que ele não quer ter nada a ver com a política dos integrantes do Submundo. Enquanto isso, Jace e Clary investigam um mistério que pode trazer consequências pessoais para eles - consequências as quais podem fortalecer seu relacionamento, ou deixá-los separados para sempre. Amor, sangue, traição e vingança: os riscos são maiores do que nunca em Cidade dos Anjos Caídos." 
Mais tarde foi anunciado que haverá mais dois livros após Cidade dos Anjos Caídos, intitulados Cidade das Almas Perdidas e Cidade do Fogo Celestial.

## Publicação
Cidade dos Anjos Caídos foi publicado primeiramente nos Estados Unidos em 5 de abril de 2011, pela editora Simon & Schuster. Em Portugal, foi publicado em março de 2012 pela editora Planeta. No Brasil, foi publicado em 28 de setembro de 2012, pela editora Galera Record.

### Narração
A história é narrada inteiramente em terceira pessoa, no qual há um narrador onisciente que sabe todos os pensamentos dos personagens. A narração está sob o ponto de vista de vários personagens, principalmente Simon, devido ao fato de Cassandra ter mudado o foco principal da narração da protagonista Clary para o vampiro, mas também há partes narradas por outros personagens, como Clary, Jace, Isabelle, Alec, Magnus, Maia e Luke.

### Cenário
Depois da estadia em Idris durante o terceiro livro da série, Cidade de Vidro, Clary, Simon, Jocelyn e Luke retornam para Nova York, onde ela está sendo treinada para se acostumar com a nova realidade de ser uma Caçadora de Sombras. Jocelyn e Luke estão preparando o casamento e Simon enfrenta a dura realidade de ser um vampiro e ter que permanecer no mundo dos mundanos por não fazer parte de nenhum bando vampiresco. 

### Capítulos
O livro é dividido em dezenove capítulos, separados por duas epígrafes. No início de cada epígrafe, há o trecho de uma poesia, entre as quais se destacam: Sermão de um Funeral, de Jeremy Taylor e The Tiger's Boes, de Ted Hughes. 
| #                              | Capítulo                  |
| ------------------------------ | ------------------------- |
| Parte 1 - Anjos exterminadores |                           |
| 1                              | Mestre                    |
| 2                              | Queda                     |
| 3                              | Sete Vezes                |
| 4                              | A Arte dos Oito Membros   |
| 5                              | Inferno Atrai Inferno     |
| 6                              | Acordar os Mortos         |
| 7                              | Praetor Lupus             |
| 8                              | Andar na Escuridão        |
| 9                              | Do Fogo ao Fogo           |
| Parte 2 - Para cada vida       |                           |
| 10                             | Riverside Drive, nº 232   |
| 11                             | Nossa Espécie             |
| 12                             | Santuário                 |
| 13                             | Garota Encontrada Morta   |
| 14                             | Quais Sonhos Podem Vir    |
| 15                             | Beati Bellicosi           |
| 16                             | Anjos de Nova York        |
| 17                             | E Caim se Ergueu          |
| 18                             | Cicatrizes de Fogo        |
| 19                             | O Inferno Está Satisfeito |

### Capa
A capa do livro conta com a presença de Clary Fray, com o vestido dourado em que usa na festa dos lobos de sua mãe Jocelyn e Luke, e o anel Monsgestern no pescoço e do lado dela se encontra Simon, com os cabelos compridos e alisados para cobrir a Marca de Caim na testa.

## Sinopse
Os últimos meses não foram fáceis para Clary. Demônios, um ex-caçador de sombras com jeito de supervilão — detalhe: seu pai —, um triângulo amoroso com o melhor amigo (a quem pode inadvertidamente ter ajudado a transformar em vampiro) e um conflito entre dimensões. Mas agora a guerra chegou ao fim, e ela voltou a Nova York para aperfeiçoar seus poderes e assistir ao casamento da mãe.
O melhor: finalmente pode chamar Jace de seu. Sem fantasmas ou dúvidas. O paraíso? Nem tanto. Apesar do sangue Nephilim que corre em suas veias as coisas não estão assim tão angelicais. Alguém está matando Caçadores de Sombras, e a tensão entre os habitantes do Submundo atinge níveis alarmantes. Uma segunda guerra parece cada vez mais provável.
E Clary não pode contar com Simon. Sua habilidade vampiresca singular — conseguir andar sob o sol — faz com que seja o aliado perfeito para os dois lados; e ele vai precisar se decidir logo... O Submundo não é conhecido pela paciência.
Mas o que preocupa Clary, na verdade, é que Jace resolve se afastar sem maiores explicações. O que a faz mergulhar num mistério cuja solução pode se revelar seu maior pesadelo: ela mesma provocar a terrível cadeia de eventos capaz de lhe roubar tudo que ama. Inclusive Jace.

## Enredo
O livro segue com a difícil transição de Simon ao vampirismo, mas igualmente nos mostra mais sobre a relação de Jace e Clary. Os acontecimentos deste livro têm lugar seis semanas após o epílogo de Cidade de Vidro.
Simon recebe uma oferta de uma vampira chamada Camille Belcourt, que alega ter sido usurpada da liderança do clã de vampiros por Raphael. Ela diz que, se Simon se juntar a ela com os seus poderes de Diurno, ele finalmente ganharia o seu lugar na sociedade de vampiros e ainda acabaria com a reputação de Raphael. Após seu encontro com Camille, ele volta para casa preocupado com o que sua mãe pensaria sobre suas atitutes suspeitas desde que foi para Idris e não voltou por alguns dias. Embora Magnus tenha apagado a memória dela durante sua ausência, ela tem suspeitas sobre tudo, subconscientemente, preocupando-se com o seu paradeiro e suas companhias, fato que não acontecia antes por ela não ser tão rigorosa. Simon tenta se ajustar à vida como um vampiro com a Marca de Caim. Ele é atacado inúmeras vezes e a Marca sempre funciona, matando os atacantes e os dissolvendo até que não reste nada além de sal (isso inclui o momento em que Simon está a caminho de casa e dois estranhos parecidos a assaltantes encapuzados tentam atacá-lo e um deles rapidamente encontra uma morte sangrenta e de proporções bíblicas por causa da Marca, enquanto o outro assaltante foge aterrorizado).
Enquanto isso, Jace tem tido pesadelos nos quais ele é responsável por assassinar Clary esfaqueada ou sufocada o que, anteriormente, promoveu a tensão entre os dois desde que ele parou de falar com ela e tornou-se fechado a partir de então. A mãe de Clary, Jocelyn, está tendo dificuldades em se acostumar com a ideia de que Jace é o novo namorado de Clary, pelo fato de ele lembrar muito Valentim. Ela e Clary também descobrem que alguém está tentando fazer mais crianças assim como Jonathan, que Jocelyn novamente tem dificuldades em aceitar que seja seu próprio filho. Em um dos shows da banda de Simon, ele sai do palco por estar passando mal (principalmente devido a sua falta de consumo de sangue). Maureen, a única fã da banda, segue Simon e pede para tirar uma foto com ele. Simon aceita, mas acaba mordendo-a e bebendo seu sangue, sendo interrompido a tempo por Jordan, um novo membro da banda e um licantrope participante de uma organização conhecida como Praetor Lupus, cujo objetivo é dar orientações para vampiros e lobisomens que acabaram de serem transformados e ainda não conseguem lidar com isso. Ele se torna uma espécie de guarda-costas de Simon nesse sentido, levando-o para morar junto com ele em seu apartamento. No dia seguinte, eles recebem uma mensagem dizendo que alguém estava fazendo a namorada de Simon como refém, e que ele deveria ir até Riverside Drive, nº 232 para salvá-la. Simon liga para Clary, Isabelle e Maia, e percebendo que as três estão bem, ele conclui que tudo era uma piada. Mais tarde, ele descobre que era, na verdade, Maureen, que sempre alegou ser namorada de Simon nos shows da banda, sendo conhecida por ter uma queda por ele. A garota foi sequestrada e morta quando Simon não apareceu para salvá-la.
Jace e Clary têm um momento íntimo em um dos quartos vagos no Instituto onde Clary é curada das cicatrizes que tinha ganhado depois de lutar com um demônio Hydra na Igreja de Talto. Ele beija-a apaixonadamente (em outros lugares que não são os lábios) e quando eles estão à beira de começar o ato sexual, Clary trajando apenas as roupas íntimas e Jace apenas trajando um jeans, do qual ele pega um objeto prateado e fere o braço de Clary com uma faca. Perturbado por seus pesadelos recentes, Jace finalmente conta que estes pesadelos era a razão dele estar evitando Clary. Ela, em seguida, se oferece em ajudar Jace e levá-lo à Cidade do Silêncio. Lá, os Irmãos do Silêncio lhes dizem que os pesadelos de Jace são resultado de sua vulnerabilidade a influência demoníaca, o que ocorreu quando Jace foi ressuscitado depois de ter sido morto e esfaqueado por Valentim (Jace e Clary  confessam o que aconteceu naquela noite, quando o Anjo foi reerguido). Jace concorda em ficar em uma das celas da Cidade do Silêncio por uma noite, para que os Irmãos do Silêncio pudessem ajudá-lo observando dentro de sua mente. Clary quer ficar com Jace, mas os Irmãos do Silêncio dizem que ela será apenas uma distração. Jace diz a Clary que ele ficará melhor e Clary promete voltar para vê-lo. Jace diz que até lá ele talvez já tenha sido curado e então eles se despedem. Em sua cela, Jace tem um sonho onde ele está de volta a Idris. Max aparece para ele e tenta convencê-lo de que os sonhos estão realmente realmente prejudicando Clary e que seu pai verdadeiro (Stephen Herondale) está preocupado. Ele corta os braços depois de Max persuadi-lo de que isso destruiria a parte podre de sua alma. Com seu sangue, Max, que é na verdade a demônio Lilith, desenha uma Marca no peito que lhe permite estar sob influência dela.
Jocelyn e Luke (agora noivos depois que Luke finalmente confessou como se sente em relação a ela no epílogo de Cidade de Vidro) participam da festa de noivado organizada pelo bando de lobisomens de Luke, mas Simon desaparece. Clary também desaparece após ser sequestrada por Jace. Ele mentiu para Clary sobre ter deixado a cela dos Irmãos do Silêncio (embora ele não tenha mentido sobre querer se vincular a ela, fato que demonstra que a possessão não afetou seus reais sentimentos por Clary). Jace diz a Clary sobre uma Marca que uniria um ao outro para sempre. Clary aceita ser marcada e lhe entrega a estela. Ele começa a desenhar, mas Clary descobre tarde demais que a Marca não fala nada sobre amor e compromisso, mas sim em morte e destruição. Ela começa a cair inconsciente e Jace leva a garota para longe. Simon é levado para longe da festa por Maureen, agora uma vampira, e ela o leva para Lilith, que é viva desde o início dos tempos e se apresentou como uma promotora para a banda de Simon chamada Satrina (um dos 17 nomes dados a Lilith). Ela explica que precisa dele para ressuscitar Sebastian. Quando ele diz que não pode trazer os mortos de volta à vida, ela diz que ele ganhou esse poder desde que se tornou um Diurno. A fim de convencê-lo a ressuscitar Sebastian, ela possuiu Jace por meio de seus sonhos (uma questão de um ritual de proteção realizado quando um Caçador de Sombras nasce; quando Jace morreu em Idris e foi ressuscitado pelo Anjo, este ritual foi desfeito, deixando Jace vulnerável a possessões demoníacas) e ordena que sequestre Clary. Jace traz Clary a Lilith e ela pede que ele a mate se Simon não ressuscitar Sebastian. Simon relutantemente morde e drena um pouco do seu sangue, sendo envenenado no processo devido ao sangue de demônio de Sebastian.
Isabelle, Alec, Maia e Jordan seguem Simon usando um cartão de visita que encontraram em sua carteira. Quando chegam ao prédio, eles verificam todos os andares, até encontrarem o lugar que Lilith usou como seu berçário, com todas as crianças mortas. Cada um deles tinha garras nas mãos e os olhos inteiramente negros, como Clary e a mãe viram no hospital. Os bebês foram o resultado de uma tentativa de Lilith em fazer crianças como Sebastian. Ao atravessar a sala, Isabelle percebe um ser no canto e o ataca, mas acaba por ser a mãe de um dos bebês que, então, conta toda a história do que realmente estava acontecendo.
Enquanto isso, Clary persuade Jace dizendo que ela não deseja assistir e ele a abraça (como a posse não afetou seus sentimentos por ela, Jace demonstra preocupação com seu bem-estar, como visto quando ele pergunta se ela está com frio). Ela, então, pega a faca de Jace e corta a Marca que Lilith estava usando para possuí-lo em seu peito, fato que aprendeu com Luke no início do romance que, se uma Marca é desfigurada de qualquer forma (através de ácido ou de um corte) ela perderá todo o seu poder, fazendo com que Jace possa ser libertado do controle de Lilith. Jace diz a Clary para fugir, e acredita que ela o fez, mas depois Lilith revela que Clary tinha ficado presa nas cercas do telhado e começa a torturá-la, batendo-lhe com um chicote enquanto ela flutua. Simon mata Lilith na terceira vez em que ela a acerta com o chicote, atirando-se entre Lilith e Clary. A Marca de Caim faz com que as ações assassinas de Lilith voltem sete vezes contra ela. A Clave aparece logo em seguida, e Isabelle diz a eles a história do que aconteceu lá embaixo, enquanto Jace está esperando por eles lá em cima. Jace e Clary compartilham um momento íntimo no telhado, Jace envergonhado de suas ações por literalmente não ter controle sobre si mesmo, e Clary dizendo que o ama, não importando o que acontecesse. Os dois se beijam apaixonadamente. Ela então vai até o lobby para encontrar com a sua mãe e Luke enquanto Simon, Maia, Jordan, Alec, Magnus e Isabelle também estão lá, prometendo voltar em cinco minutos.
O livro conclui-se com Jace ouvindo a voz de Sebastian em sua cabeça. Com Sebastian/Jonathan agora no controle de Jace, ele é forçado a terminar o ritual de ressureição de Sebastian, que agora está total e completamente vivo.